# Robin Hood – Ein Leben für Richard Löwenherz
Robin Hood – Ein Leben für Richard Löwenherz (Originaltitel: Robin Hood) ist ein in Koproduktion zwischen Großbritannien, den USA, Deutschland und Kanada entstandener Abenteuerfilm aus dem Jahr 1991. Er wurde von John Irvin mit Patrick Bergin, Uma Thurman und Jürgen Prochnow in den Hauptrollen realisiert. Der Film basiert auf den Erzählungen über Robin Hood.

## Handlung
England im Mittelalter zu Zeiten der Kreuzzüge: Die auf den britischen Inseln eingefallenen Normannen leben mit den Angelsachsen Seite an Seite. Der verarmte Adlige Sir Robert Hode lebt unter dem Schutz und der Gunst des ortsansässigen Barons Roger Daguerre und hasst die Besatzer. Daguerre denkt wie er, tut jedoch nichts dagegen, da er vor den Normannen klein beigibt und als Richter tätig ist. Er will als Vormund seine Nichte Marian mit dem normannischen Adligen Sir Miles Folcanet verheiraten und hofft auf reiche Mitgift.
Hodes schwelende Feindschaft bricht während einer Jagd aus, als er einen wildernden Müller vor Folcanet beschützt. Dem Mann sollten als Wiederholungstäter die Augen ausgestochen werden. Folcanet klagt Hode daraufhin vor Daguerre an. Daguerre will Folcanet mit einer symbolischen Bestrafung seines Freundes zufriedenstellen. Hode hoffte jedoch, dass er straffrei davonkommt, was zum Bruch zwischen diesem und dem Baron führt. Daguerre lässt Hode enteignen und für vogelfrei erklären. 
Kurz vor seiner Verhaftung kann Hode jedoch mit seinem Getreuen Will Scarlet flüchten und sich in den Sherwood-Wäldern verstecken. Dort macht er die Bekanntschaft mit dem ebenfalls Gesetzlosen John Little, der Hode – der sich fortan „Robin Hood“ nennt – mit einer Gruppe anderer Vogelfreier bekannt macht, die in Höhlen ein Dasein fristen. Durch seine Treffsicherheit mit dem Bogen werden Hood und Will in die Gruppe aufgenommen, und durch das Wissen von Robin können die Verfemten viele Reisende und Adlige ausrauben, vorrangig Folcanet und dessen Getreue.
Als Hood Folcanet in eine Falle in den Wäldern lockt und ausraubt, flirtet er mit der Folcanet begleitenden Marian. Mit der Zeit stoßen auch der Geistliche Bruder Tuck sowie ein Waffenmacher zu der Truppe, die alsbald hohe Summen in Form von Daguerres Steuereinnahmen erbeutet. Dieser ordnet sich daraufhin Prinz John unter und muss die Schuldsumme aus der eigenen Tasche bezahlen, während Folcanet in der Gunst des Thronfolgers steigt und vom Prinzen eine Soldatentruppe zur Jagd auf Hood erhält.
Maid Marian, die ihren zukünftigen Ehemann ebenfalls verschmäht, sucht in Männerkleidung Robin und dessen Rebellen auf und gewinnt Hoods Gunst und Liebe. Durch einen Verräter aus den Reihen der Vogelfreien, der auch Marian zurückbringt, erhält Folcanet unerwartete Hilfe und will dadurch die Hochzeit vollziehen. Robin und seine Gefährten schleichen sich als Gaukler verkleidet in das Schloss ein, um die Trauung zu verhindern und Folcanets Herrschaft ein Ende zu bereiten.
Marian verweigert vor dem Altar die Heirat, wonach es zum Kampf zwischen Robin und Folcanet kommt und Letzterer den Tod findet. Daguerre wird derweil von Will überzeugt, nicht länger vor der normannischen Vorherrschaft des eigenen Reichtums willen zu Kreuze zu kriechen. Der Baron lenkt ein und versöhnt sich wieder mit Hood, wonach er seinen Segen zu dessen Hochzeit mit Marian gibt. Er und Hood beschließen am Ende, dass Sachsen und Normannen die gleichen Rechte genießen sollen.

## Hintergrund
Die Dreharbeiten fanden in Cheshire, England statt.
Der Film kam 1991 fast zeitgleich zum von Kevin Reynolds gedrehten Kinoepos Robin Hood – König der Diebe mit Kevin Costner und Alan Rickman in den Hauptrollen in die Kinos und zog dabei klar den Kürzeren.
Für die bisherige Verbreitung des Films für den Video-/DVD-Markt sowie für Ausstrahlungen im deutschen Fernsehen wurde die 133 Minuten lange Kinofassung stets geschnitten. In den USA kam der Film auf Video in einer 116 Minuten, auf DVD in einer 104 Minuten langen Version heraus. In die Kinos schaffte er es in den USA allerdings nicht, er wurde dort im Fernsehen uraufgeführt. In Deutschland erschien Robin Hood in einer 104 Minuten langen Version auf Video. Eine deutschsprachige DVD von Robin Hood ist 2012 erschienen. Für die deutsche Fernsehausstrahlung erschien der Film in einer 97 Minuten langen Version. Die deutsche Kinoversion dauerte 116 Minuten, der Kinostart war am 13. Juni 1991.

## Kritiken
Jack Sommersby schrieb auf efilmcritic.com, der Film sei „intelligent“ und „diszipliniert“. Er könne neben dem Film Robin Hood – König der Diebe aus dem gleichen Jahr bestehen.
Das Lexikon des internationalen Films erkannte eine „um äußerliche Authentizität bemühte Neuverfilmung“, deren „behäbige, humorlose Inszenierung und ein ohne Schwung und Charme agierender Hauptdarsteller“ jedoch „mit Wehmut an frühere gelungenere Verfilmungen des Stoffes denken“ lassen.